# Analisoma coerulescens
Analisoma coerulescens là một loài chim trong họ Campephagidae.